# Émile Bernard
 Ikke at forveksle med Émile Bernard (1843-1902) som var en fransk komponist
Émile Bernard (født 28. april 1868 i Lille ; død 16. april 1941 i Paris) var en fransk postimpretionistisk maler og forfatter.
Bernard havde et kunstnerisk venskab med Vincent van Gogh, Paul Gauguin og Eugène Boch, og senere også Paul Cézanne.
Han sættes i forbindelse med cloisonnisme og syntetisme − to kunstbevægelser fra slutningen af 1800-tallet − og Pont-Aven-skolens malere.
Som forfatter beskæftigede Bernard sig med kunstkritik, drama og poesi. Hans brevveksling med kunstnerkollegerne Cézanne, Gauguin og Vincent van Gogh er en vigtig kilde til vurdering af tidens malerkunst.
| - Fotos med Émile Bernard - En gruppe kunstnere. Bernard nr. to fra venstre. 1887 - Émile Bernard, 1890 - Bernard i Kairo, ca. 1896 - Bernard ved sit skrivebord i Paris, ca. 1935 - Bernard i sit atelier, 15 quai de Bourbon ca. 1935 |

| - Émile Bernard portrætteret - Émile Bernard, 1886. Af Toulouse-Lautrec - Selvportræt, 1890 - Selvportræt ved staffeliet, 1894 - Selvportræt, 1899 - Selvportræt, 1920 - Selvportræt, ukendt dato - Selvportræt, 1935 - Selvportræt, 1935 - Selvportræt, ukendt dato |

|  |  | Kunstnerisk 'samtale' med Gauguin (t.v.): Selvportræt med indsat portræt af Paul Gauguin, 1888. |

|  |  | Bernard udvekslede dette med Gauguin, som bragte det til Arles efteråret 1888 da han slog sig sammen med Van Gogh, som blev begejstret for stilen. Van Gogh malede en kopi i akvarel for at fortælle sin bror Theo om den |

| - Andre værker af Émile Bernard - Gult træ, 1888 - Søsteren Madeleine i kærlighedsskoven, 1888 (Madeleine au Bois d’Amour). - Boghvedehøstere, 1888 (jf. cloisonnisme) - Scene fra bordel, sendt og dedikeret til Van Gogh, 1888. - Den blå kaffekande, 1888 (La cafetière bleue) - Bretonsk pige med rød paraply, 1888 - Portræt af en dreng med hat, 1889 - Høst ved havet, 1891 (Moisson au bord de la mer) - Bretonske kvinder med paraplyer, 1892 (Bretonnes aux ombrelles) |

## Skrifter
- Propos sur l'art (I), ISBN 2-84049-031-5
- Propos sur l'art (II), ISBN 2-84049-029-3
- L'Esclave nue, roman
- La Danseuse persane, roman
- Le Parnasse oriental